# Charming Creek Tramway
| Selbstgebaute Dampflok von Robert T.Watson mit einem transportablen Ruston & Procter Vertikalkessel |                   |                                                  |                                                  |
| Alte (blau) und neue (rot) Charming Creek Tramway, 1914 |                   |                                                  |                                                  |
| Streckenlänge: | 9 km              |                                                  |                                                  |
| Spurweite: | 1067 mm (Kapspur) |                                                  |                                                  |
| |                   |                                                  |                                                  |
| \| \| \| Ngakawau an Seddonville Branch der NZR \| \| \| \| \| Umladestation der alten Waldbahn (blau) \| \| \| \| 0 \| Übergang der neuen Trasse (rot) zum Netz der NZR \| Übergang der neuen Trasse (rot) zum Netz der NZR \| \| \| \| Kohlebunker zum Umladen in NZR \| \| \| \| \| Tunnel \| \| \| \| \| Irishman Tunnel \| \| \| \| \| Rock Archway \| \| \| \| \| Rome Stream Waterfall \| \| \| \| \| Hängebrücke \| \| \| \| \| Mangatini Tunnel bei den Mangatini Falls \| \| \| \| \| The Veranda \| \| \| \| \| Standseilbahn \| \| \| \| \| \| \| \| \| \| Watson’s Mill \| \| \| \| \| Haywards Bridge \| \| \| \| \| Watsons Bridge \| \| \| \| \| The Stink Hole \| \| \| \| \| Mumm’s Mill \| \| \| \| \| Original entrance of Charming Creek Coal Mine \| \| \| \| \| Papa Tunnel \| \| \| \| 9 \| Bins of Charming Creek Coal Mine[1] \| Bins of Charming Creek Coal Mine[1] \| |                   |                                                  |                                                  |
| Abzweig quer und von rechts (Strecke außer Betrieb) · Bahnhof quer (Strecke außer Betrieb) |                   | Ngakawau an Seddonville Branch der NZR           | Ngakawau an Seddonville Branch der NZR           |
| Strecke (außer Betrieb) · U-Bahn-Kopfbahnhof Streckenanfang (Strecke außer Betrieb) |                   | Umladestation der alten Waldbahn (blau)          | Umladestation der alten Waldbahn (blau)          |
| Kilometer-Wechsel (Strecke außer Betrieb) · U-Bahn-Strecke (außer Betrieb) | 0                 | Übergang der neuen Trasse (rot) zum Netz der NZR | Übergang der neuen Trasse (rot) zum Netz der NZR |
| Bahnhof (Strecke außer Betrieb) · U-Bahn-Strecke (außer Betrieb) |                   | Kohlebunker zum Umladen in NZR                   | Kohlebunker zum Umladen in NZR                   |
| Strecke (außer Betrieb) · U-Bahn-Tunnel (Strecke außer Betrieb) |                   | Tunnel                                           | Tunnel                                           |
| Tunnel (Strecke außer Betrieb) · U-Bahn-Strecke (außer Betrieb) |                   | Irishman Tunnel                                  | Irishman Tunnel                                  |
| U-Bahn-Strecke (außer Betrieb) |                   | Rock Archway                                     | Rock Archway                                     |
| Brücke über Wasserlauf (Strecke außer Betrieb) · U-Bahn-Strecke (außer Betrieb) |                   | Rome Stream Waterfall                            | Rome Stream Waterfall                            |
| Brücke über Wasserlauf (Strecke außer Betrieb) · U-Bahn-Strecke (außer Betrieb) |                   | Hängebrücke                                      | Hängebrücke                                      |
| Tunnel (Strecke außer Betrieb) · U-Bahn-Strecke (außer Betrieb) |                   | Mangatini Tunnel bei den Mangatini Falls         | Mangatini Tunnel bei den Mangatini Falls         |
| U-Bahn-Strecke (außer Betrieb) |                   | The Veranda                                      | The Veranda                                      |
| Strecke (außer Betrieb) |                   | Standseilbahn                                    | Standseilbahn                                    |
| Abzweig mit U-Bahn geradeaus und von links (Strecke außer Betrieb) · U-Bahn-Strecke nach rechts (außer Betrieb) |                   |                                                  |                                                  |
| Bahnhof (Strecke außer Betrieb) |                   | Watson’s Mill                                    | Watson’s Mill                                    |
| Brücke über Wasserlauf (Strecke außer Betrieb) |                   | Haywards Bridge                                  | Haywards Bridge                                  |
| Brücke über Wasserlauf (Strecke außer Betrieb) |                   | Watsons Bridge                                   | Watsons Bridge                                   |
| Strecke (außer Betrieb) |                   | The Stink Hole                                   | The Stink Hole                                   |
| Abzweig geradeaus und nach links (Strecke außer Betrieb) |                   | Mumm’s Mill                                      | Mumm’s Mill                                      |
| Bahnhof (Strecke außer Betrieb) |                   | Original entrance of Charming Creek Coal Mine    | Original entrance of Charming Creek Coal Mine    |
| Tunnel (Strecke außer Betrieb) |                   | Papa Tunnel                                      | Papa Tunnel                                      |
| Kopfbahnhof Streckenende (Strecke außer Betrieb) | 9                 | Bins of Charming Creek Coal Mine                 | Bins of Charming Creek Coal Mine                 |

Die Charming Creek Tramway war eine neun Kilometer lange private Wald- und Grubenbahn bei Ngakawau im Buller District der Region West Coast in Neuseeland. Sie war von 1903 oder 1905 bis 1958 in Betrieb.

## Lage

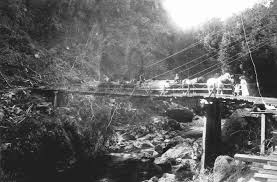
Pferdebahnbetrieb auf der ersten Hängebrücke über den Ngākawau River

Mit der Waldbahn mit einer Spurweite von 1067 mm (3 Fuß 6 Zoll) wurde anfangs Langholz aus den Waldgebieten im Charming Creek Valley zum Watson’s Mill genannten Sägewerk und von dort zum Bahnhof Ngakawau der staatlichen New Zealand Rail (NZR) gebracht. Später wurde die Strecke auch von einer Grubenbahn genutzt, um Kohle von der Charming Creek Coal Mine zu den Kohlebunkern bei Ngakawau zum Umladen in NZR-Wagen zu bringen.

## Geschichte

### Waldbahn

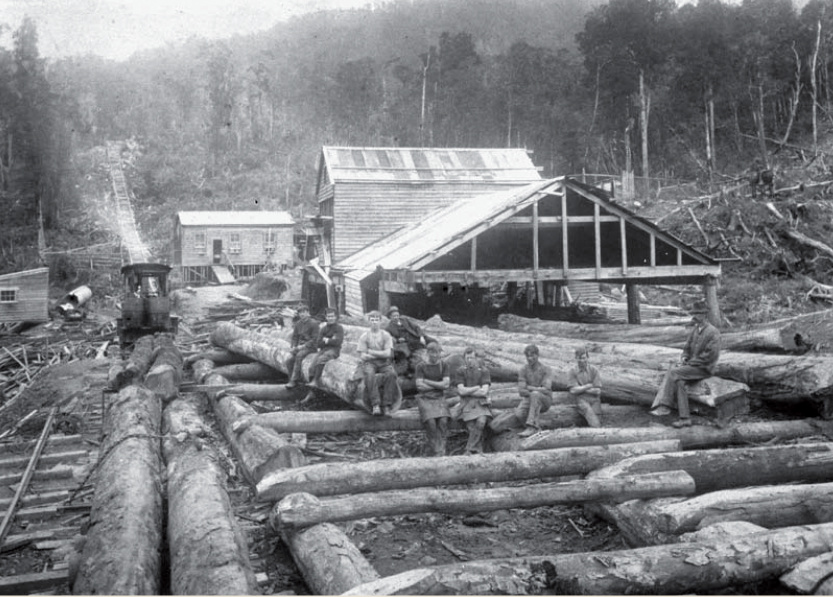
Watson’s Mill mit ursprünglichen Streckenführung über die Standseilbahn im Hintergrund

Nachdem die nicht gegen Brand versicherte Granity Creek Sawmill der Gebrüder George und Robert Watson unter nicht-geklärten Umständen abgebrannt war, nahm ihre neue Watson’s Mill bei Ngakawau 1903 oder 1905 den Betrieb auf. Dieser Standort bot reichlich Busch für den Holzeinschlag und lag in der Nähe einer NZR-Eisenbahnlinie. Um diese kostengünstig zu erreichen, und weil die steile Ngakawau-Schlucht als Verkehrsweg für Zugtiere nicht geeignet war, bauten die Gebrüder Watson eine Waldbahn vom Sägewerk an der Nordseite des Ngākawau River bis Hector. Diese hatte einen sehr steilen Streckenabschnitt, der zur Mühle hinabfiel, und mit einer von einer auf der Bergkuppe aufgestellten 8-PS-Dampfwinde angetriebenen Standseilbahn bewältigt wurde. S. 7

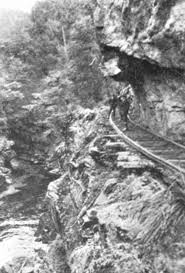
Aufwendige Trassenführung entlang eines Felsens

Vermutlich, weil die erste Waldbahn wegen der Standseilbahnstrecke nur unwirtschaftlich oder uneffizient zu betreiben war, wurde zwischen 1907 und 1912 eine neue Waldbahn von der Mühle durch die steile untere Ngakawau-Schlucht zur Eisenbahnlinie in Ngakawau gebaut. Der Bau der Waldbahn war eine technische Meisterleistung mit aufwendigen Einschnitten, Böschungen, Tunneln und Brücken. Einer der Tunnel wurde Irishmans-Tunnel genannt. Er wurde mit einer S-förmigen Kurve konstruiert, um einen Fehler auszugleichen, da die von beiden Seiten vorangetriebenen Tunnelbaustellen sich sonst nicht getroffen hätten. Wegen der steilen Topographie der unteren Ngakawau-Schlucht hatte dieser Streckenabschnitt viele enge Kurven und einen Abschnitt mit einer sehr steilen Steigung von 1 in 7 (14 ‰). 
Anfangs hatte die Strecke Holzschienen. Diese wurden in den 1920er Jahren durch Stahlschienen ersetzt, als der Einsatz von Dampflokomotiven und zu Schienenfahrzeugen umgebauten Traktoren üblich wurde. Die Spurweite der Waldbahn entsprach dem Standard der New Zealand Rail (NZR) von 3 Fuß 6 Zoll (1067 mm). Steile Abschnitte der Waldbahn hatten zum Bremsen mit einem Fell-Reibradantrieb ein hölzernes Mittelgleis. S. 7

### Grubenbahn

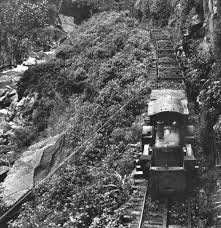
Ein WD-40-Schienentraktor mit einem mit Kohle beladenen Zug auf der Bergabfahrt

Am 24. Mai 1926 gründeten Robert Watson und sechs weitere Investoren die Charming Creek-Westport Coal Company (CCWCC) um die etwas oberhalb der Sägemühle vorkommende Steinkohle abzubauen. Am 9. September 1928 starben Robert Watson und ein weiterer Direktor der CCWCC, S.J. Akinson, bei einem Autounfall im Buller Gorge, auf dem Heimweg von einer Dienstreise nach Christchurch. S. 11–12
Noch im Jahr 1928 wurde ein Flöz aus Steinkohle von 3,5 m (12 Fuß) Dicke durch einen ebenen 200 m langen Stollen mit einem Querschnitt von etwa 2,50 × 2,25 m (8 × 7,5 Fuß) erschlossen. Bis Ende dieses Jahres wurde eine kleine Menge Kohle abgebaut. Entgegen den ursprünglichen Plänen, die Kohle in Wasserrinnen ins Tal zu schwemmen, wurde eine Grubenbahn als Transportmittel für die Kohle gewählt. Sie wurde bis 1929 fertiggestellt und diente sowohl dem Holz- als auch dem Kohletransport. Bei der Verlängerung der bestehenden Waldbahn von Watson’s Mill bis zur Kohlenmine wurde die gesamte Strecke mit reduzierten Steigungen und größeren Kurvenradien rekonstruiert. Die Grubenbahn führte direkt in die Mine. Die Kohle wurde im Pfeilerkammerbau von der Stirnseite gesprengt und in 1,7 Tonnen schwere Kohleloren geschaufelt. Diese wurden mit Pferden an die Oberfläche gebracht und dann mit einem Schienentraktor auf der Wald- und Grubenbahn nach Ngakawau gebracht. In Ngakawau wurde ein Kohlenbunker errichtet, in den von oben die Kohle aus den Loren gekippt werden konnte, die später über Rutschen in die NZR-Güterwagen geladen werden konnte. Die großen Loren, mit denen die Kohle nach Ngakawau transportiert wurde, erforderten den Einbau einer verbesserten Mittelbremsschiene und die Verwendung eines speziellen Bremswagens zur Sicherheit, falls eine der Kupplungen brach. S. 13

## Lokomotiven
Die erste versuchsweise eingesetzte Dampflokomotive stammte von Seagar Bros. aus dem Jahr 1909. Sie hatte einen auf 100 psi (7 bar) ausgelegten, vertikalen Kessel und eine Leistung von 8 PS. Sie bewährte sich aber nicht und wurde schon 1910 als Pfostenramme nach Westport verkauft.
Ein Eigenbau mit einem transportablen Ruston & Procter Kessel (Werks-Nr. 8698 von 1897) und nur einem Zylinder war auf einem Holzrahmen aufgebaut. Die mit einem Schwungrad versehene Kurbelwelle trieb über eine Zahnkette die Antriebswelle an, die über weitere Zahnketten die zweiachsigen Drehgestelle antrieb. Der Kessel wurde 1913 abgenommen und war bis Februar 1918 in Betrieb.
Ab Mai 1918, setzte Watson eine weitere Lokomotive, wieder mit einem transportablen Ruston & Procter Kessel, ein. Sie hatte vermutlich einen ähnlichen Aufbau und war bis Februar 1921 in Betrieb.
Außerdem wurden zu Schienenfahrzeugen umgebaute Traktoren in unterschiedlicher Größe eingesetzt. Bei einigen dieser Traktoren wurden alle vier Räder über Zahnketten angetrieben.

## Historische Bedeutung

### Waldbahn
In der Zeit von 1866 bis 1914 konzentrierte sich die Holzindustrie an der Westküste Neuseelands mit kleinen lokalen Sägewerksbetrieben auf einem hauptsächlich inländisch ausgerichteten Markt. Später, von 1915 bis 1932, wandelte sich die Westküste zu einer bedeutenden, exportorientierten Holzproduktionsregion. Auf ihrem Höhepunkt in den 1920er bis 1930er Jahren betrug die Westland-Produktion etwa 20 % der neuseeländischen Gesamtproduktion. S. 48
Das Sägewerk in Charming Creek wurde durch den Bau der eigenen Waldbahn sowie der staatlichen NZR-Eisenbahn erfolgreich, weil diese einen kostengünstigen Holztransport ermöglichten, und die NZR darüber hinaus einen hohen Eigenbedarf für Schwellen und Bauprodukte hatte. In diesem Zusammenhang war das Sägewerk in Charming Creek repräsentativ für die früher relativ verbreitete Art von Sägewerken, die sich auf die Lieferung von Schnittholz für den heimischen Baumarkt und die Bergbauindustrie konzentrierten. S. 48

### Grubenbahn

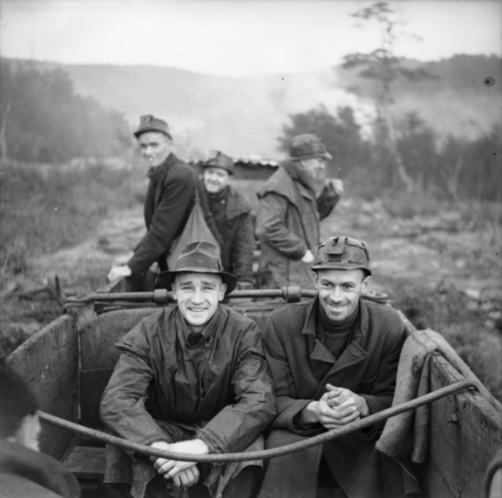
Bergarbeiter auf der Heimfahrt nach Feierabend

Zu Beginn des 20. Jahrhunderts, als die meisten Kohlebergwerke der Buller-Region vom Staat betrieben wurden, nahmen Watson und seine Mitinvestoren das Wagnis auf, ein Kohlebergwerk zu errichten, das sich zu einem der größten und langlebigsten privaten Kohlebergwerke der Region entwickeln sollte. Die Lage der Mine an der Spitze des Charming Creek stellte zahlreiche Schwierigkeiten beim Transport der Kohle dar. Neue Methoden zur Effizienzsteigerung wurden implementiert, z. B. Hydro-Mining und Wasser für den Transport von Kohle aus dem Bergwerk zu nutzen sowie das Tribute-System als neues Beschäftigungssystem. In späteren Jahren forderten die Minenarbeiter, die Straße von Seddonville fertigzustellen. Sie setzten mit Streiks die Minenbesitzer unter Druck, sich der Lobby für die Straßenfertigstellung anzuschließen. S. 49

## Heutige Nutzung

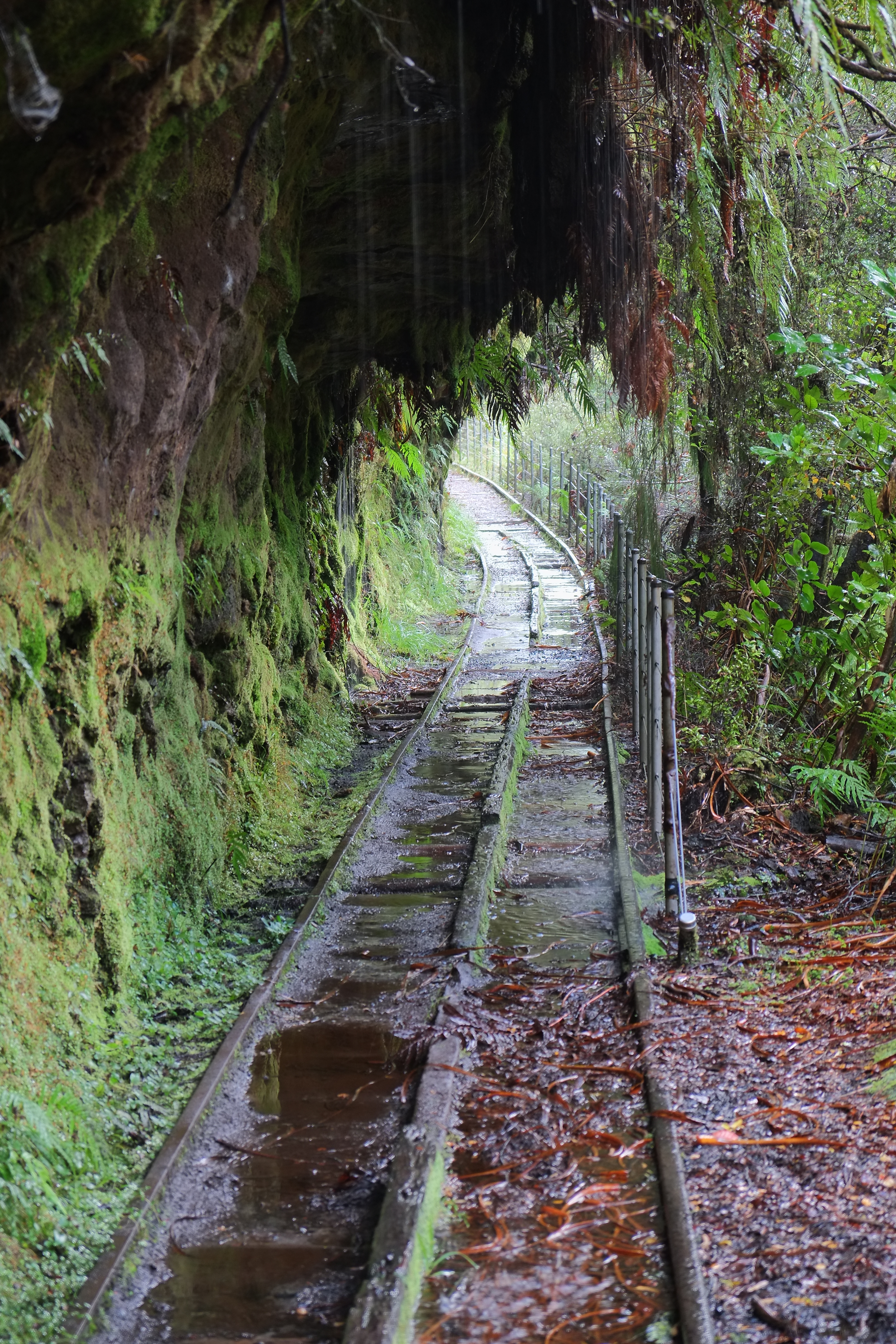
Charming Creek Walkway auf der Wald- und Grubenbahntrasse durch 'The Verandah'

Heute führt ein etwa 9 km langer Wander-Lehr-Pfad auf und entlang der Strecke von Ngakawau über die Ruinen der Watson’s Mill zur ehemaligen Charming Creek Coal Mine.